# II. Hentkauesz
II. Hentkauesz (ḫnt-k3.w=s) ókori egyiptomi királyné az V. dinasztia idején. Noferirkaré felesége volt, Noferefré és Niuszerré anyja.

## Említései
II. Hentkauesz férje Noferirkaré volt. A királyné piramiskomplexumának építése már férje uralkodása alatt megkezdődött (ekkor Hentkauesz még csak „a király felesége” címet viselte), majd leállt, feltételezhetően férje halálakor, végül fia uralkodása alatt folytatódott. Ekkor Hentkaueszt már „a király anyja”-ként említik. Egy kőtömbön együtt ábrázolják férjével, valamint Ranofer nevű fiával.
Piramiskomplexumában egy mészkőtöredék említi Reputnebti hercegnőt és Hentikauhór herceget. A kontextusból megállapítható, hogy Reputnebti Niuszerré leánya volt, így Hentkauesz unokája. Említenek egy másik herceget is, Irienré-nedzsesz („ifjabb Irienré”) néven.
Hentkauesz nevét említik az abuszíri papiruszok.

## Sírja

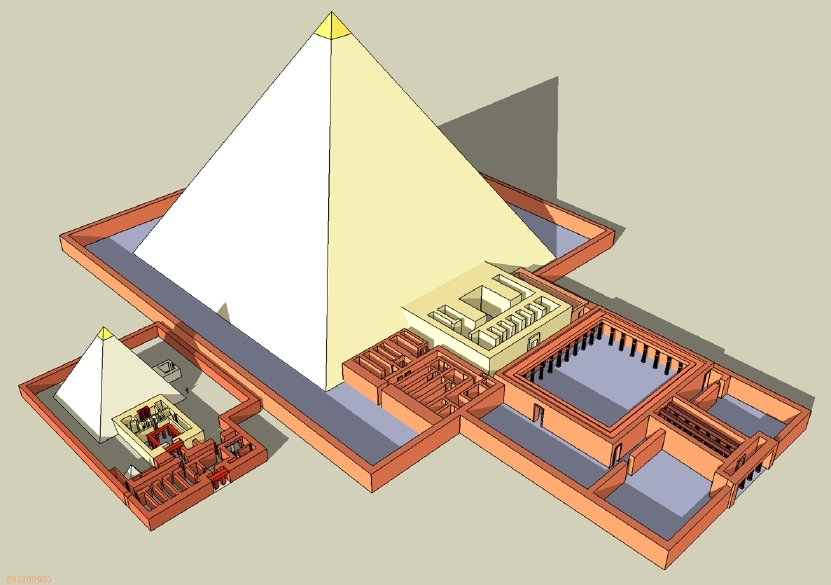
Noferirkaré piramiskomplexuma és mellette Hentkauesz kisebb piramiskomplexuma

II. Hentkauesz piramiskomplexuma Abuszírben épült, férje piramisa, a Noferirkaré-piramis mellett. A piramist elsőként Ludwig Borchardt tárta fel 1906-ban. Ekkor a sírt kettős masztabának hitték, és nem tárták fel túl alaposan. Hetven évvel később cseh régészek alaposan feltárták a területet. A piramis építése valószínűleg Noferirkaré uralkodása alatt kezdődött meg és Niuszerré alatt fejeződött be. A piramist az első átmeneti korban kirabolták. A Középbirodalom idején ismét felnyitották, és a szarkofágot újrahasznosították egy kisgyermek temetéséhez. Az Újbirodalom végére az építményt lebontották, köveit újrahasznosították máshol.
II. Hentkauesz halotti templomát díszítették, de a reliefek nagyban károsodtak, csak töredékesen maradtak fenn. A jelenetek áldozatbemutatást ábrázoltak, halotti lakomát, mezőgazdasági jeleneteket, a halotti birtokok megszemélyesített alakjainak felvonulását, valamint Niuszerré családját, amint köszöntik a király anyját.

## Címei
Hentkauesz címei: mwt nỉswt-bỉt nỉswt-bỉt (ezt a címet, melyet előtte I. Hentkauesz is viselt, fordították úgy is, hogy „két király anyja”, és úgy is, hogy „király és a király anyja”, ami alapján feltételezték, hogy ő maga is uralkodott, de ma valószínűbbnek tartják, hogy arra utal, hogy két uralkodó anyja volt); A jogar úrnője (wr.t-ḥts), Aki látja Hóruszt és Széthet (m33.t-ḥrw-stš), Nagy kegyben álló (wr.t-ḥzwt), A király felesége (ḥm.t-nỉswt), A király szeretett felesége (ḥm.t-nỉswt mrỉỉ.t=f), Bapef papnője (ḥm.t-nṯr b3-pf), Tjazepef papnője (ḥm.t-nṯr ṯ3-zp=f), Az akáciaház henteseinek irányítója (ḫrp.t sšmtỉw-šnḏ.t), Hórusz segítője (ḫt-ḥrw), Az isten lánya (z3.t-nṯr), Hórusz társa (tỉs.t-ḥrw), Hórusz társa (smr.t-ḥrw).

## Fordítás
- Ez a szócikk részben vagy egészben  a   Khentkaus II című angol Wikipédia-szócikk ezen változatának fordításán alapul.  Az eredeti cikk szerkesztőit annak laptörténete sorolja fel. Ez a jelzés csupán a megfogalmazás eredetét és a szerzői jogokat jelzi, nem szolgál a cikkben szereplő információk forrásmegjelöléseként.